# Liste des classes du règne animal
Cet article a pour but de lister la totalité des classes du règne animal, par embranchement. Comme cet article ne concerne que les animaux, les codes de l'ICZN concernant les animaux seront appliqués.

## Parazoaires

### Porifères
- Classe Demospongiae
- Classe Hexactinellida
- Classe Calcarea

### Placozoaires
- Classe Tricoplacia

## Eumétazoaires

### Cnidaires
- Classe Anthozoa
- Sous-embranchement Medusozoa
  - Classe Scyphozoa
  - Classe Cubozoa
  - Classe Hydrozoa
  - Classe Staurozoa

### Cnétophores
- Classe Tentaculata
- Classe Nuda

### Bilatériens

#### Deutérostomiens

##### Hémichordés
- Classe Enteropneusta
- Classe Pterobranchia

##### Échinodermes
- Sous-embranchement Eleutherozoa
  - Super-classe Asterozoa
    - Classe Asteroidea
    - Classe Somasteroidea

  - Super-classe Cryptosyringida
    - Classe Echinoidea
    - Classe Holothuroidea
    - Classe Ophiuroidea
- Sous-embranchement Pelmatozoa
  - Classe Crinoidea

##### Xénoturbellides
Cet embranchement ne possède pas de classes, les rangs passant directement de l'embranchement au genre.

##### Chordés
- Sous-embranchement Cephalochordata
  - Classe Leptocardii
- Sous-embranchement Tunicata
  - Classe Appendicularia ou Larvacea
  - Classe Ascidiacea
  - Classe Sorberacea
  - Classe Thaliacea
- Sous-embranchement Myxiniformes
  - Classe Myxini
- Sous-embranchement Vertebrata
  - Classe Hyperoartia
  - Infraembranchement Gnathostomata
    - Classe Chondrichthyes
    - Super-classe Osteichthyes
      - Classe Actinopterygii
      - Classe Sarcopterygii

    - Super-classe Tetrapoda
      - Classe Amphibia
      - Classe Reptilia ou Sauropsida
      - Classe Aves
      - Classe Mammalia

#### Protostomiens
Lophotrochozoaires

##### Acanthocéphales
- Classe Archiacanthocephala
- Classe Eoacanthocephala
- Classe Palaeacanthocephala

##### Annélides
- Classe Archiannelida
- Classe Clitellata
- Classe Myzostomida
- Classe Polychaeta

##### Bryozoairess.s.ou Ectoproctes
- Classe Gymnolaemata
- Classe Phylactolaemata
- Classe Stenolaemata

##### Mollusques
- Classe Aplacophora
- Sous-embranchement Eumollusca
  - Classe Polyplacophora
  - Clade Conchifera
    - Classe Monoplacophora
    - Super-classe Ganglioneura
      - Classe Bivalvia
      - Classe Cephalopoda
      - Classe Gastropoda
      - Classe Scaphopoda

Ecdysozoaires

##### Arthropodes
- Sous-embranchement Chelicerata ou Cheliceriformes
  - Classe Arachnida
  - Classe Merostomata
  - Classe Pycnogonida
- Sous-embranchement Myriapoda
  - Classe Chilopoda
  - Classe Diplopoda
  - Classe Pauropoda
  - Classe Symphyla, à ne pas confondre avec les mouches à scie (Symphyta)
- Sous-embranchement Hexapoda
  - Classe Diplura
  - Classe Protura
  - Classe Collembola
  - Classe Insecta
- Sous-embranchement Crustacea
  - Classe Ostracoda
  - Classe Maxillopoda
  - Classe Malacostraca
  - Classe Cephalocarida
  - Classe Remipedia
  - Classe Branchiopoda

##### Onychophores
- Classe Onychophorida

##### Tardigrades
- Classe Eutardigrada
- Classe Heterotardigrada
- Classe Mesotardigrada

##### Nématodes
- Classe Adenophorea
- Classe Secernentea

##### Nématomorphes
- Classe Gorgioida
- Classe Nectonematoida

##### Kynorynches
Cet embranchement ne possède pas de classes, les rangs passant directement de l'embranchement à l'ordre.

##### Loricifères
- Classe Nanaloricea

##### Priapulides
- Classe Priapulimorpha
- Classe Halicryptomorpha
- Classe Seticoronaria